# Percy Cochrane

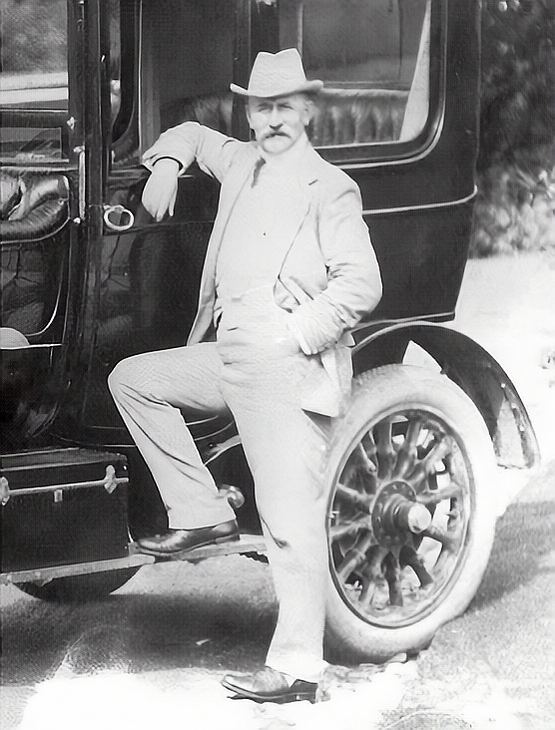
William Percy Cochrane um 1913

William Percy Cochrane (* 22. März 1860 in Newcastle upon Tyne, England; † 2. November 1937 in Monte Carlo, Monaco) war ein britischer Unternehmer und Philanthrop.

## Leben und Wirken
Seine Eltern waren William Cochrane (1837–1903) und Eliza Cochrane (1838–1900), geborene Collis. William und Eliza Cochrane hatten insgesamt drei Kinder, zwei Söhne und eine Tochter. Die Cochranes waren eine wohlhabende Familie. Das Unternehmen Cochrane & Co Ltd. hatte neben dem Besitz von Eisenwerken in Middlesbrough und Minen in Durham erfolgreich andere Stahl- und Bergbaubetriebe in der Gegend von Dudley gegründet. Williams Bruder Charles Cochrane führte die Geschäfte des Unternehmens bis 1898. Anschließend leitete William Cochrane das Unternehmen bis zu seinem Tod 1903. Percy und sein jüngerer Bruder Cecil waren dazu bestimmt, das florierende Unternehmen der Familie fortzuführen.
Percy Cochrane schloss 1886 sein Studium an der University of Cambridge ab und arbeitete anschließend für die verschiedenen Familienfirmen. Am 29. November 1892 heiratete er in Mossley Hill in der Grafschaft Lancashire die Malerin Helen Lavinia Shaw (1868–1946), die er wahrscheinlich während ihrer Studienzeit in Liverpool kennengelernt hatte. Helen Lavinia Shaw hatte in Bristol die neu gegründete Clifton High School for Girls besucht, an der Mädchen eine besondere Förderung erfahren sollten. Sie hatte ein künstlerisches Interesse entwickelte und die nahe gelegene Royal West of England Academy besucht. Nach Abschluss der High School war sie an der Liverpool School of Art aufgenommen worden.

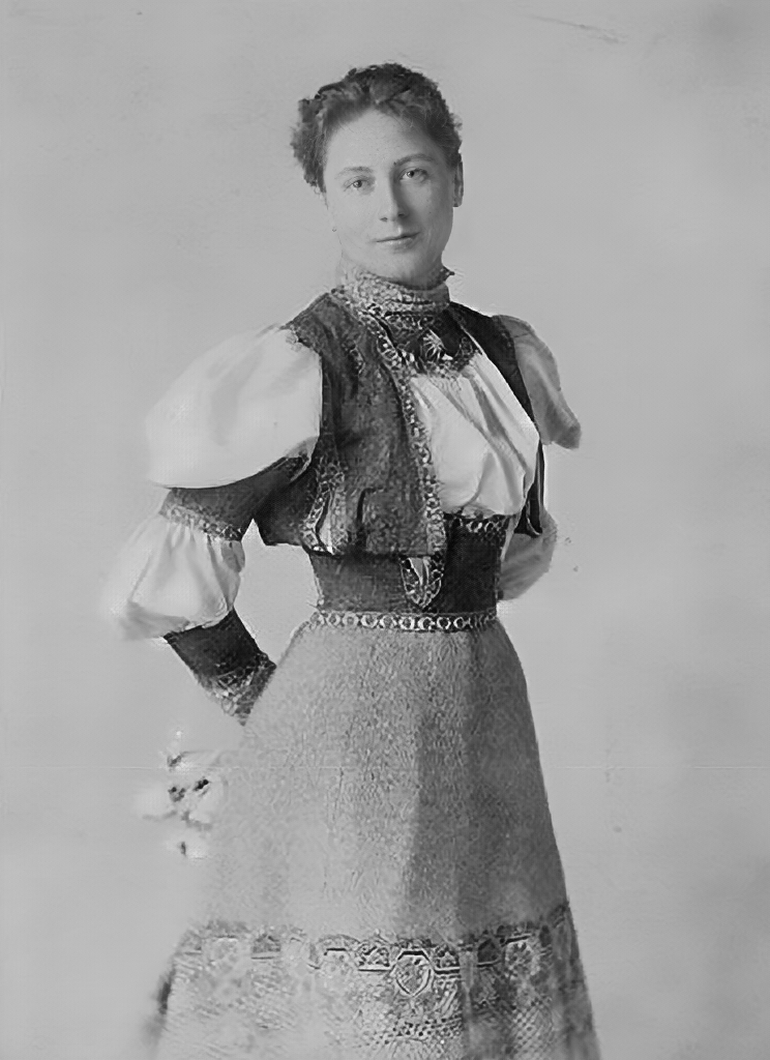
Helen Lavinia Cochrane um 1900

Nach der Heirat zog das Ehepaar zunächst nach Newcastle upon Tyne, wo Percy Cochrane wichtige Familieninteressen vertrat. 1898 verließen Helen und Percy Cochrane England und ließen sich zunächst in Menton in der Nähe von Monte Carlo nieder, wo es eine größere englische Kolonie gab. Später zogen sie an die östliche italienische Riviera nach Pugliola, das am Golf von La Spezia nahe Lerici gelegen ist, und kauften die Villa Rezzola, die sie nach ihren Vorstellungen umbauen ließen. Auch der Park der Villa wurde neu gestaltet. Cochrane ließ eine komplexe Wasserversorgung und Gewächshäuser anlegen, die heute noch genutzt werden. Für seine Bauern ließ Cochrane komfortable Bauernhäuser errichten und stellte auch moderne Ställe und Düngemittel bereit.

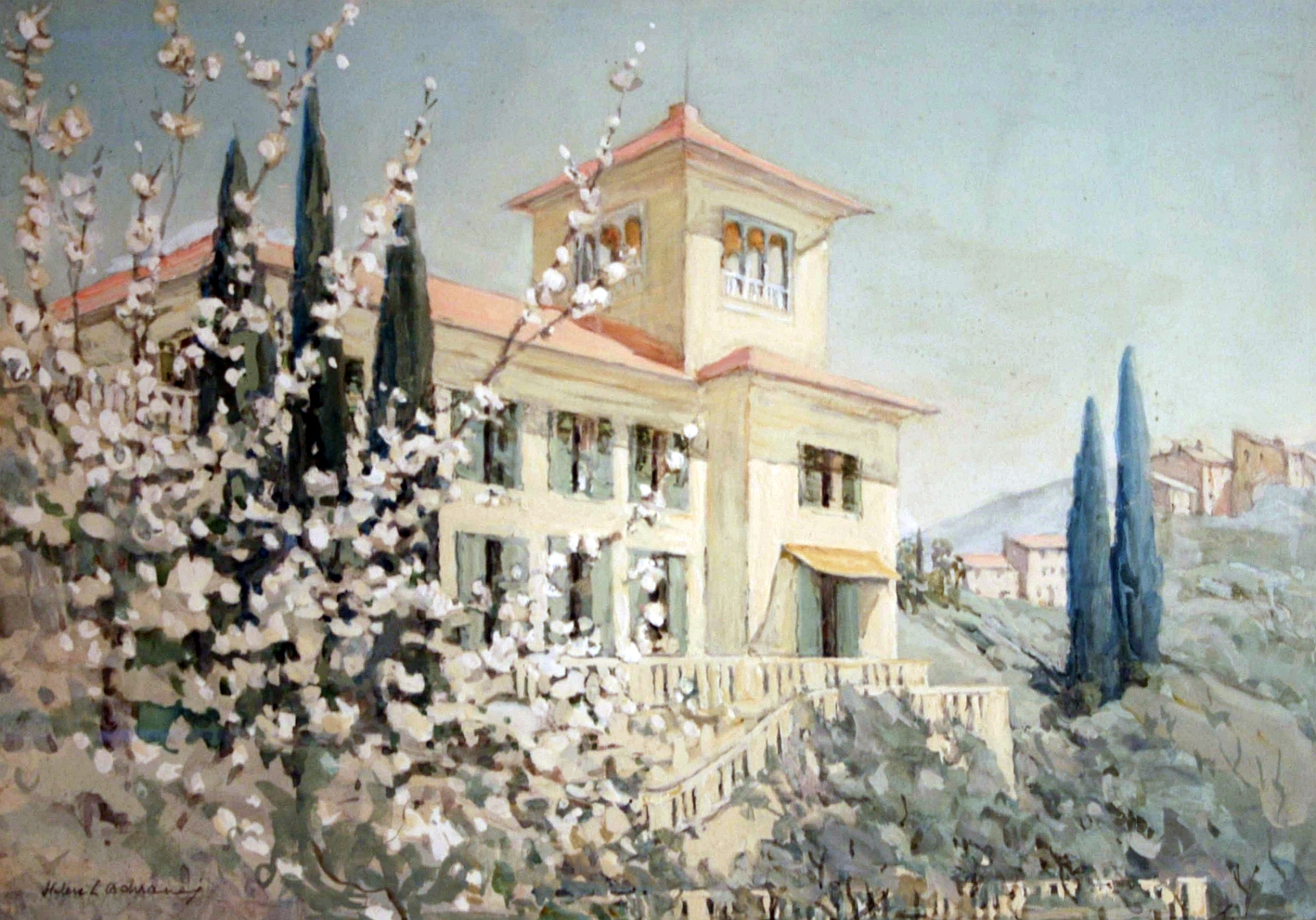
Helen Lavinia Cochrane: Villa Rezzola

Percy und Helen Cochrane stießen vor Ort auf die schwierigen Lebensumstände der Bevölkerung: Unbefestigte Straßen, Mangel an fließendem Wasser, fehlende Kanalisation, bedenkliche hygienische Verhältnisse, Mangel an medizinischer Versorgung, Analphabetismus usw. Diese Situation machte auf das wohlhabende englische Ehepaar großen Eindruck und weckte ihre philanthropische Neigung, wie sie für die britische Gesellschaft im späten 19. Jahrhundert typisch war.
Die Cochranes ließen auf eigene Kosten eine Reihe öffentlicher Arbeiten ausführen, darunter ein überdachtes Waschhaus in Bonezzola, eine Trinkwasserleitung von Bonezzola nach Bagnola, in Pugliola der Bau einer befestigten Straße und ein zweigeschossiges großes Kindergartengebäude mit Speisesaal. Im nahegelegenen Sarzana veranlassten sie die Erweiterung des Krankenhauses um ein Nebengebäude für Infektionskrankheiten. 1909 erhielt Cochrane die Ehrenbürgerschaft der Gemeinde Lerici und wurde als Cavaliere in den italienischen Ritterstand erhoben.
1903 war der Vater von Percy Cochrane gestorben und hatte in seinem Testament das Familienunternehmen Percys jüngerem Bruder Cecil vermacht, der nach dem Weggang von Percy die Geschäfte weitergeführt hatte. Percy erhielt jährlich den halben Gewinn der damals hochprofitablen Cochrane & Co Ltd. und eine lebenslange Apanage von 500 £, was heute etwa 58.000 £ entspricht. Seinen kostspieligen Lebenswandel finanzierte Cochrane wahrscheinlich auch durch zusätzliche Aktien- oder Diamantgeschäfte. Jedenfalls konnte er sich 1913 einen Rolls-Royce samt Fahrer leisten.
Die Villa der Cochranes wurde von Beamten und Offizieren der Armee und der Marine, darunter auch Generäle und Admiräle, frequentiert und war Ort von zahlreichen Festlichkeiten. Zwischen 1913 und 1914 bewohnten D. H. Lawrence und seine spätere Ehefrau Frieda von Richthofen ein Haus in Fiascherino und besuchten regelmäßig die Cochranes in ihrer Villa. D. H. Lawrence hegte für Helen Cochrane eine große Sympathie, gegenüber Percy Cochrane empfand er dagegen eine deutliche Abneigung.
Trotz seiner großzügigen Zuwendungen war Percy Cochrane in der Umgebung von Pugliola nicht sonderlich beliebt. Er mischte sich auch in die Lokalpolitik ein und positionierte bei der Gemeinderatswahl 1914 seinen Kandidaten Giuseppe Pierino Oldoini, der zugleich sein Verwalter und Sekretär war. Daraufhin sprach sich Giulio Rovagna wiederholt dafür aus, nicht für Oldoini zu stimmen, da dieser im Dienst eines englischen Spions stünde, der die Pläne der Befestigungen von La Spezia gestohlen hätte, um sie im Ausland zu verbreiten. Cochrane erstatte daraufhin Anzeige wegen Verleumdung. Der Prozess erregte einiges Aufsehen und endete nach Vorladung von zahlreichen Zeugen schließlich damit, dass Cochrane seine Anzeige zurückzog, nachdem Rovagna seine Aussagen als nicht zutreffend und unbegründet bezeichnet hatte.
Nach Ausbruch des Ersten Weltkriegs 1914 mietete Cochrane zusammen mit anderen das Imperial Hotel in Menton und ließ dort ein Kriegslazarett einrichten, das als Hôpital Auxiliaire de l’Entente Cordiale N° 222 bezeichnet wurde. Die Sorge der Cochranes um die Verwundeten brachte ihnen die Anerkennung Frankreichs und insbesondere der Einwohner von Menton ein. Percy Cochrane wurde 1921 mit Orden der Ehrenlegion im Rang eines Chevalier ausgezeichnet und zum Ehrenbürger von Menton ernannt. Später benannte die Gemeinde eine Straße in der Stadt ihm zu Ehren Avenue Cochrane. 1922 wurden ihm die Victory Medal und die British Service Medal verliehen.

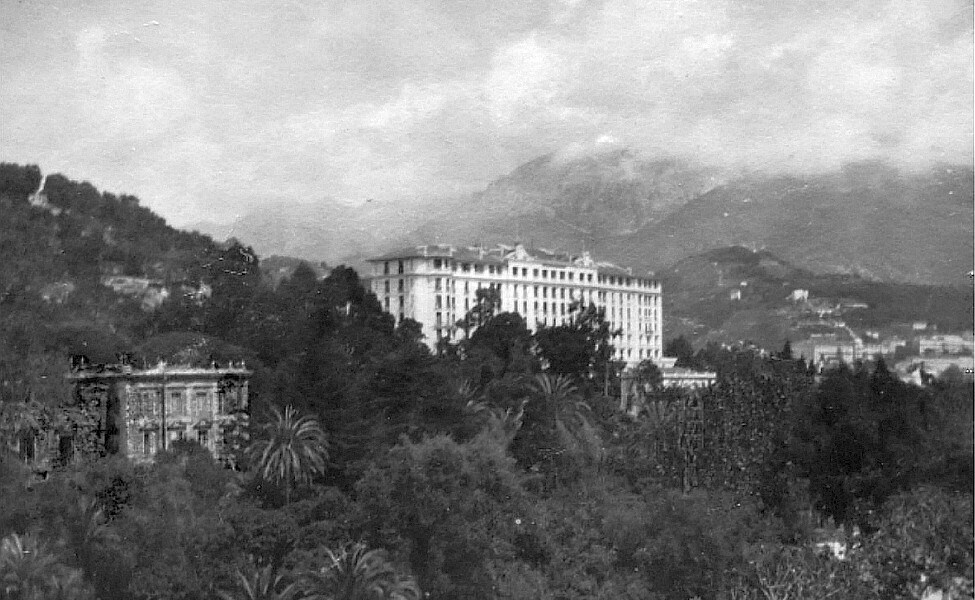
L’Hôpital Auxiliaire in Menton

Nach dem Kriegseintritt Italiens auf Seiten der Triple Entente 1915 wandelte er zusammen mit seiner Frau die Villa Massà in Sarzana in ein modernes Kriegslazarett mit Operationssälen um. Die Arbeitsabläufe im Lazarett beaufsichtigten Helen Cochrane als Direktorin und Percy Cochrane als Administrator. Parallel zu diesen humanitären Aktivitäten ließ Percy Cochrane in Menton eine luxuriöse Villa bauen und richtete dort ein kleines persönliches Museum für Gemälde, Waffen, Uniformen, Helme und andere Materialien, die von den Kriegsparteien des Ersten Weltkriegs verwendet worden waren. Das Herrenhaus nannte er Villa La Victoire.

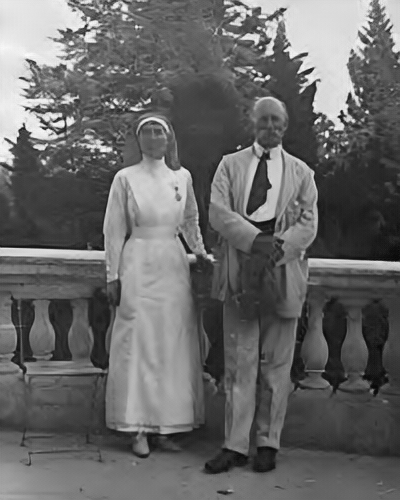
Helen und Percy Cochrane 1917

Die Ehe der Cochranes war kinderlos geblieben. 1911 adoptierten sie Marion Winifred Jacques, eine Tochter von Helens Schwester Evie. Marion war zum Zeitpunkt ihrer Adoption 18 Jahre alt. Sie war während des Weltkriegs im Lazarett von Menton als Krankenschwester tätig. Bereits 1917 verstarb Marion kurz nach ihrer Hochzeit plötzlich in London an einer bakteriellen Endokarditis.
Nach Ende des Krieges trennte sich das Paar. 1920 verließ Percy Cochrane Pugliola und übersiedelte nach Menton in seine dortige Villa. Im selben Jahr wurde die Firma Cochrane & Co Ltd. verkauft, wodurch Cochrane einen großen Teil seiner Einnahmen verlor. Sein Gesundheitszustand hatte sich zudem sehr verschlechtert. Bis zu seinem Tod 1937 war er mit Rose Emily Sims zusammen, die ihn auch pflegte. Ihr vermachte er die verbliebenen Reste seines einstigen Vermögens. Rose Emily Sims starb nur wenige Zeit später 1939.
1922 hatte Cochrane beschlossen, seine Villa nach seinem Tod der Stadt Menton als Schenkung zu überlassen unter der Bedingung, dass sie als kultureller Ort genutzt werden sollte. 1930 zog Cochrane nach Monte Carlo in das Hôtel de Paris, 1931 in das Palais de la Terrasse und schließlich 1934 in ein Wohnhaus in der Avenue de Grande Bretagne 9. 1935 schloss er das Verfahren zur Schenkung seiner Villa an die Gemeinde Menton ab. Die Gemeinde nahm das Anwesen nach seinem Tod in Besitz. 1950 wurde eine Musikschule eingerichtet und ab 1969 ein Konservatorium. Die Gärten der Villa nutzte man viele Jahre für Open-Air-Theateraufführungen. Helen Cochrane blieb noch einige Jahre in der Villa Rezzola und zog 1935 nach London. Dort verstarb sie 1946.